# キリバスの在外公館の一覧

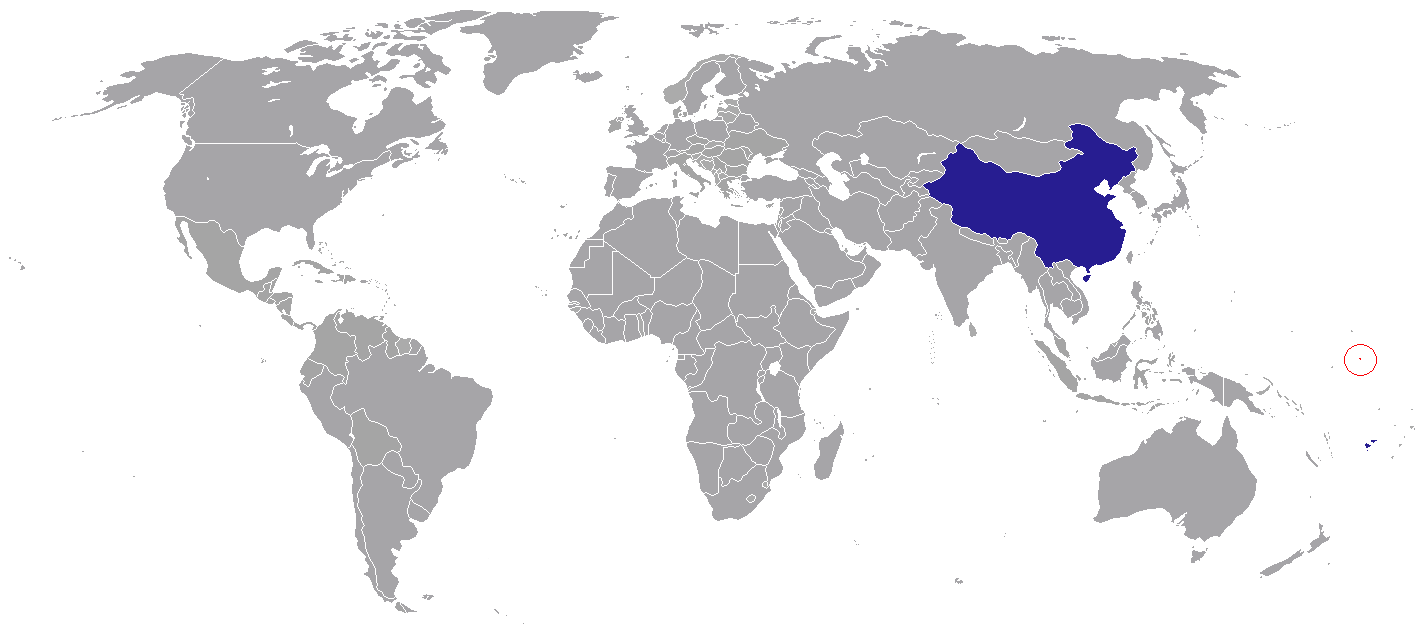
キリバスの在外公館が設置されている国

キリバスの在外公館の一覧では、キリバス共和国が設置している在外公館（外交使節団）を挙げる。キリバスが大使館級の在外公館を設置している国は2ヶ国しかない。

## 大使館・高等弁務官事務所

### アジア
- 中華人民共和国
  - 在中華人民共和国大使館（北京）

### オセアニア
- フィジー
  - 在フィジー高等弁務官事務所（スバ）[1]

## 国際機関代表部
- 国際連合
  - 国際連合代表部（ニューヨーク）

## 撤退した大使館
- 中華民国
  - 在中華民国大使館（台北）[2][3]